# Ralph Johnson (informaticien)
Ralph E. Johnson est professeur au département d'informatique de l'Université de l'Illinois à Urbana-Champaign. Il est un des quatre co-auteurs (également appelés le Gang of Four ou GoF) du célèbre manuel d'informatique Design Patterns: Elements of Reusable Object-Oriented Software, pour lequel il a remporté le prix ACM SIGSOFT Outstanding Research Award 2010. Il a également reçu le prix Dahl-Nygaard pour sa contribution à l'écriture de ce livre en 2006.
Johnson est l’un des pionniers de la communauté Smalltalk et est un fervent partisan de ce langage. Il occupe plusieurs postes de direction lors de la conférence OOPSLA de l'ACM sur la programmation orientée objet, les systèmes, les langages et les applications. Il est à l'origine du populaire atelier OOPSLA Design Fest.